# Federação Paraense de Ginástica
A Federação Paraense de Ginástica, conhecia pelo acrônimo FPAGIN, é a entidade que administra e regulamenta o desporto no estado do Pará e está ligada à Confederação Brasileira de Ginástica (CBG). A Federação atua nos seguintes desportos: Ginástica Rítmica, Ginástica Artística masculina e feminina e Ginástica Geral, no seu programa Ginástica Para Todos.
Apesar da ginástica não ser um dos esportes mais populares no mundo, ela vem ganhando espaço entre os esportes populares como: futebol, vôlei, basquete, natação entre muitos outros. A ginástica paraense é hoje, sem dúvidas, uma das melhores da Amazônia.

## História
A cidade de Belém possui mais de trinta centros de ginástica espalhados pela cidade, todas administrados pela federação, que é responsável por organizar competições, como: os jogos estudantis paraense (JEP’s), campeonato paraense de ginástica rítmica e artística entre outras competições que a federação auxilia.

## Clubes Filiados
| - Centro de Ginástica do Pará (Belém) - Colégio Ideal (Belém) - Colégio Moderno (Belém) - Colégio Santa Catarina de Sena (Belém) - Colégio Santo Antônio (Belém) - D. Pedro II (Belém) - Graziela Souza (Belém) - Núcleo Pedagógico Integrado (Belém) - Orlando Bitar (Belém) - Salesiano do Trabalho (Belém) - Senhora de Nazaré (Belém) - Siec (Belém) - Souza Franco (Belém) - Vilhena Alves (Belém) - Associação Paraense de Ginástica Artística APGA (Belém) |

## Liçaçõees Externas
- «Site Oficial»
- «Federações letra "G"»